# El llac dels cignes (pel·lícula de 1981)
El llac dels cignes (世界名作童話 白鳥の湖, Sekai Meisaku Dōwa: Hakuchō no Mizuumi) és una pel·lícula d'anime basada en l'obra de ballet El llac dels cignes per Piotr Txaikovski.
Toei Animation va produir aquesta pel·lícula per celebrar el seu 25è aniversari i la va dirigir Kimio Yabuki. La mangaka Yumiko Igarashi també va treballar a la pel·lícula de dissenyadora de personatges. L'adaptació utilitza la partitura de Txaikovski i es manté relativament fidel a la història. La pel·lícula es va estrenar al Japó el 14 de març de 1981. Es va estrenar en català al Canal 33 el 13 d'abril de 1990.
És el quart episodi de Grans Contes de Fades del Món (世界名作童話), precedit per Els cignes salvatges (1977), Patufella (1978) i Ània, la noia de la neu (1980), i va continuar amb Aladí i la llàntia meravellosa (1982). Va ser la primera pel·lícula d'animació distribuïda per The Samuel Goldwyn Company.

## Argument
El príncep Siegfried, que aviat farà anys, es troba un cigne misteriós en un dels seus passejos. El cigne porta una corona d'or i neda gràcilment, tal com una dona d'immensa bellesa. En Siegfried en resta totalment encisat, però tot just quan l'Adolf, servent d'en Siegfried, intenta enxampar el cigne, es converteix en pedra per art de màgia. Es fa difícil de creure que un cigne sigui capaç de fer servir màgia, així que se'n va sol al llac per descobrir la veritat. Allà veu com el cigne es transforma en una noia molt bonica, l'Odette. Abans era una princesa, però com que es va negar a casar-se amb el malvat mag Rothbart, no només va destruir el seu regne i la seva família, sinó que també la va transformar en signe perquè ningú no la pogués veure de dia. En Siegfried se n'enamora ràpidament i li demana d'assistir al ball del seu aniversari i que sigui la seva esposa. L'única manera d'alliberar Odette d'aquest destí maleït no és altra que un home que l'estimi amb tot el cor...
Tota la història la presenciem amb el punt de vista de dos esquirols: en Hans i la Margarida.

## Doblatge
| Personatge                                 | Japonès           | Català               |
| ------------------------------------------ | ----------------- | -------------------- |
| Princesa Odette (プリンセスオデット)       | Keiko Takeshita   | Alicia Laorden       |
| Príncep Siegfried (王子ジークフリート)     | Taro Shigaki      | José Posada          |
| Rothbart (ロスバト)                        | Asao Koike        | Pepe Mediavilla      |
| Odile (オディール)                         | Yoko Asagami      | Vicky Martínez       |
| Hans (ハンス)                              | Yoneko Matsukane  |                      |
| Margarida (マルガリータ)                   | Fuyumi Shiraishi  | Esther Artaro        |
| Reina (皇太后)                             | Taeko Nakanishi   | Josep Maria Portillo |
| Benno (ベノ)                               | Akira Murayama    | Gal Soler            |
| Camarlenc (大臣)                           | Joji Yanami       |                      |
| Adolf (アドルフ)                           | Mugihito          | Lluís Posada         |
| Princesa Caterina (王女カテリーナ)         | Chiyoko Kawashima |                      |
| Princesa Rosanna (プリンセスロザンナ)      | Chiyoko Kawashima |                      |
| Princesa Francine (プリンセスフランシーヌ) | Seiko Nakano      |                      |

## Música
Les cançons van ser compostes per Masashi Wakamatsu i interpretades per Columbia Orchestra, mentre que les lletres van ser escrites per Etsuko Bushika.
Tema final
- "El llac de l'amor" (愛のみずうみ, Ai no mizuumi) (Cantant: Kyōko Ishige)[6]

Cançó inserida
- "Un dia de primavera radiant" (かがやく春の日, Kagayaku haru no hi ) (Cantant: Kyōko Ishige)